# Pałac arcybiskupi w Ołomuńcu

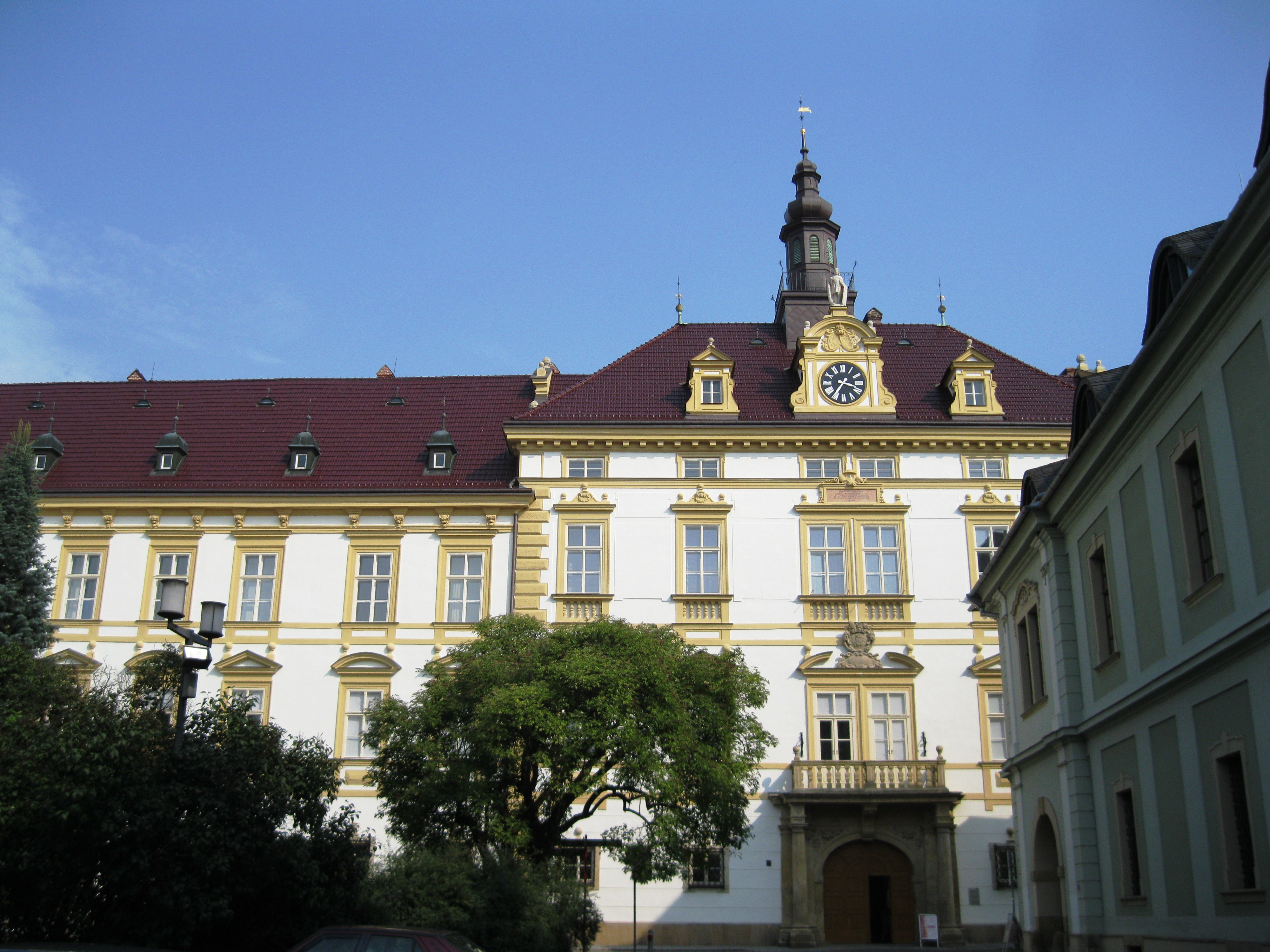
Pałac arcybiskupi w Ołomuńcu, fasada frontowa

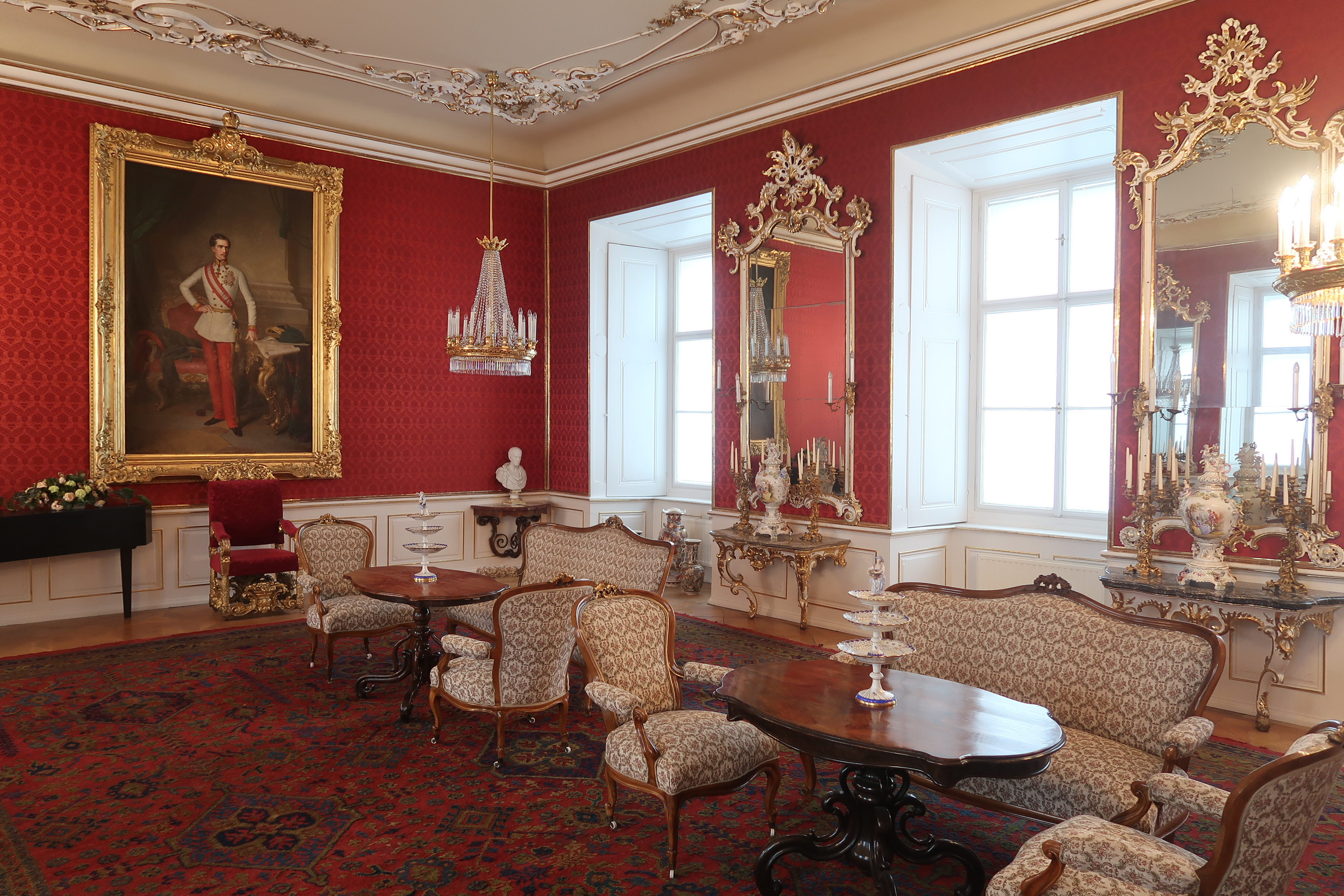
Pałac arcybiskupi w Ołomuńcu, fragment wnętrz

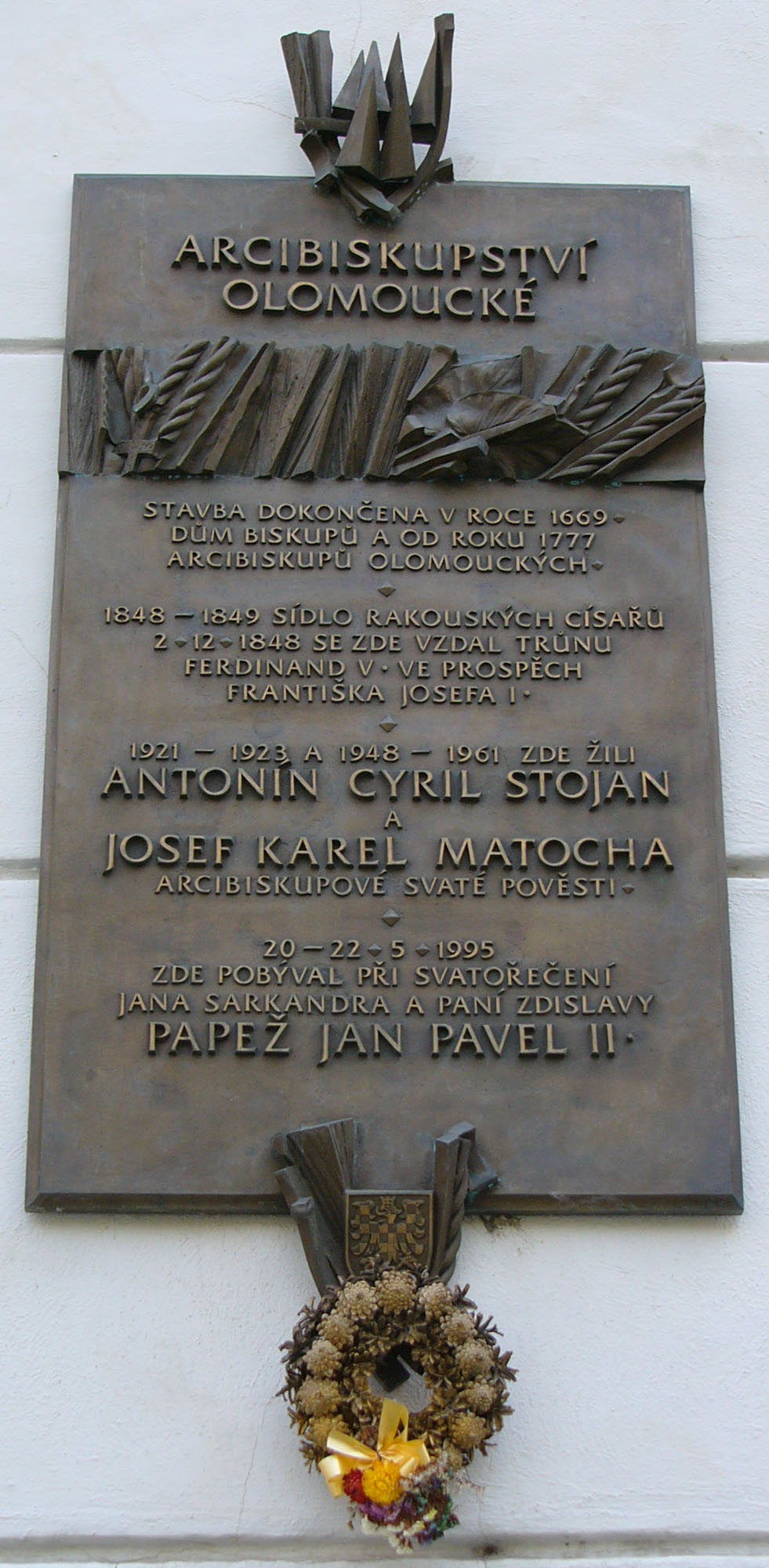
Tablica pamiątkowa na budynku

Pałac arcybiskupi w Ołomuńcu (cz. Arcibiskupský palác) – duża, siedmioskrzydłowa, barokowa budowla we wschodniej części starego miasta w Ołomuńcu w Czechach. Siedziba arcybiskupów Ołomuńca. Adres: Wurmova ulice 9.

## Położenie
Pałac arcybiskupów Ołomuńca jest jedną z najważniejszych budowli wczesnobarokowych na Morawach. Usytuowany wzdłuż wspomnianej ul. Wurmovej, stanowi jednocześnie wschodnią pierzeję niewielkiego placu, zwanego Biskupské námĕstí (w latach powojennych námĕstí J. V. Friče), otoczonego również innymi barokowymi budowlami.

## Historia
Pierwotnie istniał tu wczesnorenesansowy pałac miejski, zbudowany na początku XVI stulecia na polecenie biskupa Stanisława Thurzona. Wzniesiony został na fundamentach jakichś późnogotyckich budowli, po których zachowały się do dziś piwnice. Obecny kształt otrzymał za czasów biskupa Karola Liechtensteina w wyniku przebudowy po pożarze z 1661 r. Przebudowę wykonano według planów cesarskiego architekta Filiberta Luchese. Później rezydencja biskupia przeszła szereg kolejnych przebudów, w których uczestniczyli czołowi europejscy architekci i malarze. Ostatnią większą przebudowę przeprowadzono po pożarze w 1904 roku za czasów arcybiskupa Františka Bauera. Zmianie uległa wówczas elewacja frontowa, natomiast centralny blok zwieńczono wieżyczką, a nad główną bramą umieszczono zegar.
W rezydencji, w której gościła m.in. wspomniana Maria Teresa, zatrzymywało się także wielu ważnych gości królewskich. Tutaj w czasie zawirowań związanych z Wiosną Ludów schronił się czasowo dwór cesarski, tu także 2 grudnia 1848 roku abdykował cesarz Ferdynand I Habsburg, przekazując koronę swemu bratankowi Franciszkowi Józefowi I.
W dniach 20-22 maja 1995 roku mieszkał tu papież Jan Paweł II podczas swej podróży do Ołomuńca, podczas której m.in. kanonizował błogosławionego Jana Sarkandra.

## Architektura i wnętrza
Składa się z siedmiu dwukondygnacyjnych skrzydeł otaczających dwa wewnętrzne prostokątne dziedzińce. Długa fasada od strony ulicy jest bogato artykułowana gzymsami, pilastrami oraz obróbkami otworów okiennych z naczółkami, zaznaczona trzema portalami. W aranżacji wnętrz pałacowy charakter budowli podkreślają reprezentacyjna klatka schodowa i sale ceremonialne. W wielu pomieszczeniach zachowała się pierwotna, bogata barokowa dekoracja sztukatorska.

## Zwiedzanie
Szereg pomieszczeń pałacu udostępnionych jest do zwiedzania. Obiekt jest otwarty dla zwiedzających od 1 kwietnia do 31 października.